# Heidbeck
Die Heidbeck ist ein 10,6 Kilometer langer Bach im Landkreis Stade, der von rechts und Osten in die Schwinge mündet.

## Geografie

### Verlauf
Die Heidbeck entspringt bei Dollern, fließt nach Nordwesten, biegt bei Stade-Riensförde nach Westen und mündet schließlich nach 10,6 km von rechts und Osten in die Schwinge.

## Zustand
Die Heidbeck ist ein kiesgeprägter Tieflandbach, der allerdings vom Menschen stark verändert wurde. Trotz Maßnahmen ist er weiterhin in ökologisch schlechtem Zustand.